# Bò Corriente
Bò Corriente là một giống bò Criollo có nguồn gốc từ Tây Ban Nha được mang đến châu Mỹ vào đầu năm 1493. Chúng chủ yếu được sử dụng ngày nay như bò tham gia các hoạt động thể thao. Một số nhà lai tạo nuôi chúng vì mục đích sản sinh thịt, vì thịt của chúng có khoảng một nửa chất béo của thịt từ bò thịt hiện đại nhất.
Corriente là một giống bò có kích thước khá nhỏ, với bò trung bình có cân nặng dưới 1.000 pound (450 kg). Chúng đa phần có thịt rắn chắc và có sừng dài, cong hướng lên. Chúng được gọi là "giống bò sinh sản dễ dàng", vì ít sự can thiệp của con người là cần thiết trong sinh bê của chúng, và chúng ăn ít hơn đáng kể so với bò thịt lớn. Giống như các giống Criollo khác, corriente đòi hỏi ít nước hơn và có thể sống trên phạm vi mở thưa thớt. Corriente còn được gọi là nghệ sĩ trốn thoát, vì chúng có thể nhảy một hàng rào thép gai tiêu chuẩn và vắt qua các lỗ hở khá nhỏ.
Tên của giống này có nhiều biến thể. Cơ quan đăng ký giống chính thức ở Hoa Kỳ gọi chúng là bò Corriente, là thuật ngữ phổ biến nhất ở Bắc México. Ở các vùng khác của México, chúng được gọi là bò Criollo hoặc Chinampo. Chúng có liên quan mật thiết với bò Pineywoods và Florida Cracker, hai giống bò có nguồn gốc từ Gulf Coast và Florida.